# ホームドクター・神村愛
『ホームドクター・神村愛』（ホームドクター・かみむらあい）は、2012年から2013年までTBS系「月曜ゴールデン」で放送されたテレビドラマシリーズ。全2回。主演は市原悦子。

## 登場人物

### レギュラー
神村愛
演 - 市原悦子
往診専門「神村訪問クリニック」の訪問医。週に約40人の患者を往診していて、患者のために24時間準備を欠かさないでいる。
三村和志
演 - 今井雅之
警視庁多摩南警察署の警部。達也の後輩。
金子健太
演 - 染谷将太（第1作）、中島広稀（第2作）
愛が以前看取った患者の息子。専門学校生。
下園
演 - 山本卓也（第1作）、花戸祐介（第2作）
警視庁多摩南警察署の刑事。三村の部下。
神村達也
演 - 小野武彦
愛の夫。元刑事。愛の訪問先に車で送るなど身の回りの世話をしている。

### ゲスト
第1作「死期迫る患者の莫大な遺産! 訪問医に託された最期の願いが生んだ悲劇の結末とは!?」（2012年）
- 田中宏美（訪問看護師・玲子の娘） - 小野真弓
- 安西りえ（雄一郎の妻） - 高林由紀子
- 小田咲江（雄一郎の娘） - 渡辺梓
- 小田征次（咲江の夫） - 加納竜
- 安西新作（雄一郎の息子） - 菊池隆則
- 田中玲子（中栄商店 店員） - 芦川よしみ
- 大沢吉男（玲子の元夫・ホームレス風の男） - 志賀圭二郎
- 金子大樹（健太の父） - 越村公一
- 患者 - 小野敦子
- 夫 - 斎藤修
- 安西雄一郎（安西建設 会長） - 神山繁

第2作「死期せまる父の想い 訪問医に託された最期の手紙が殺人犯を追い詰める! 息子よ、ありがとう」（2013年）
- 黒田一美（藤堂の一人娘・真の妻） - 遠藤久美子
- 黒田真（黒田出版 社長・ナチュラル藤堂 取締役） - 井田國彦
- 斉藤毅（フリーター・ナチュラル藤堂 元社員・久治の息子） - 趙珉和
- 黒田（丸富銀行 専務・真の父） - 中田博久
- 吉良大三郎（組長） - 赤星昇一郎
- 犬の散歩をしている老人 - 山野史人
- 吉良（大三郎の母） - 安田洋子
- 新聞販売店店主 - 内藤トモヤ
- 管理官 - 濱田和幸
- 黒田出版 社員 - 竜川剛
- 藤堂の秘書 - 小林香織
- 太田（マンション「グラン・ベルクレール」管理人） - 沖隆二郎
- 植田静香（弁護士事務所のいそ弁・健太の恋人） - 千野裕子
- 斉藤久治（斉藤ヘルスフーズ 元社長・心臓病患者の独居老人） - 北村総一朗
- キャスター - 後藤凌二
- ヤクザ - 檜尾健太、水野直
- 倉橋洋介（倉橋総合法律事務所 弁護士・ナチュラル藤堂 顧問弁護士） - 篠井英介
- 藤堂辰巳（ネット販売会社「ナチュラル藤堂」社長） - 鶴田忍

## スタッフ
- 原案 - 安本莞二
- 脚本 - 西岡琢也
- 監督 - 黒沢直輔
- プロデューサー - 木村康信（大映テレビ）
- 編成担当 - 時松隆吉（TBS)
- 製作 - 大映テレビ、TBS

## 放送日程
| 話数 | 放送日        | サブタイトル                                                                          | 脚本     | 監督     |
| ---- | ------------- | ------------------------------------------------------------------------------------- | -------- | -------- |
| 1    | 2012年4月09日 | 死期迫る患者の莫大な遺産! 訪問医に託された最期の願いが生んだ悲劇の結末とは!?          | 西岡琢也 | 黒沢直輔 |
| 2    | 2013年8月26日 | 死期せまる父の想い 訪問医に託された最期の手紙が殺人犯を追い詰める! 息子よ、ありがとう | 西岡琢也 | 黒沢直輔 |